# 南吉田駅
南吉田駅（みなみよしだえき）は、新潟県燕市吉田西太田にある、東日本旅客鉄道（JR東日本）越後線の駅である。

## 歴史
- 1965年（昭和40年）6月10日：国鉄越後線の駅（旅客のみ扱い）として、粟生津 - 吉田間に新設[1][2][3]。旅客のみを取り扱う無人駅[4]。
- 1987年（昭和62年）4月1日：国鉄分割民営化により、東日本旅客鉄道（JR東日本）の駅となる[2]。

## 駅構造
単式ホーム1面1線を有する地上駅である。
燕三条駅管理の無人駅となっている。ホーム東側に面する駅舎は待合室の機能のみで、乗車駅証明書発行機が設置されている。駅横にトイレがある。
なお、かつては駅前に所在する商店が乗車券発売を受託していた。

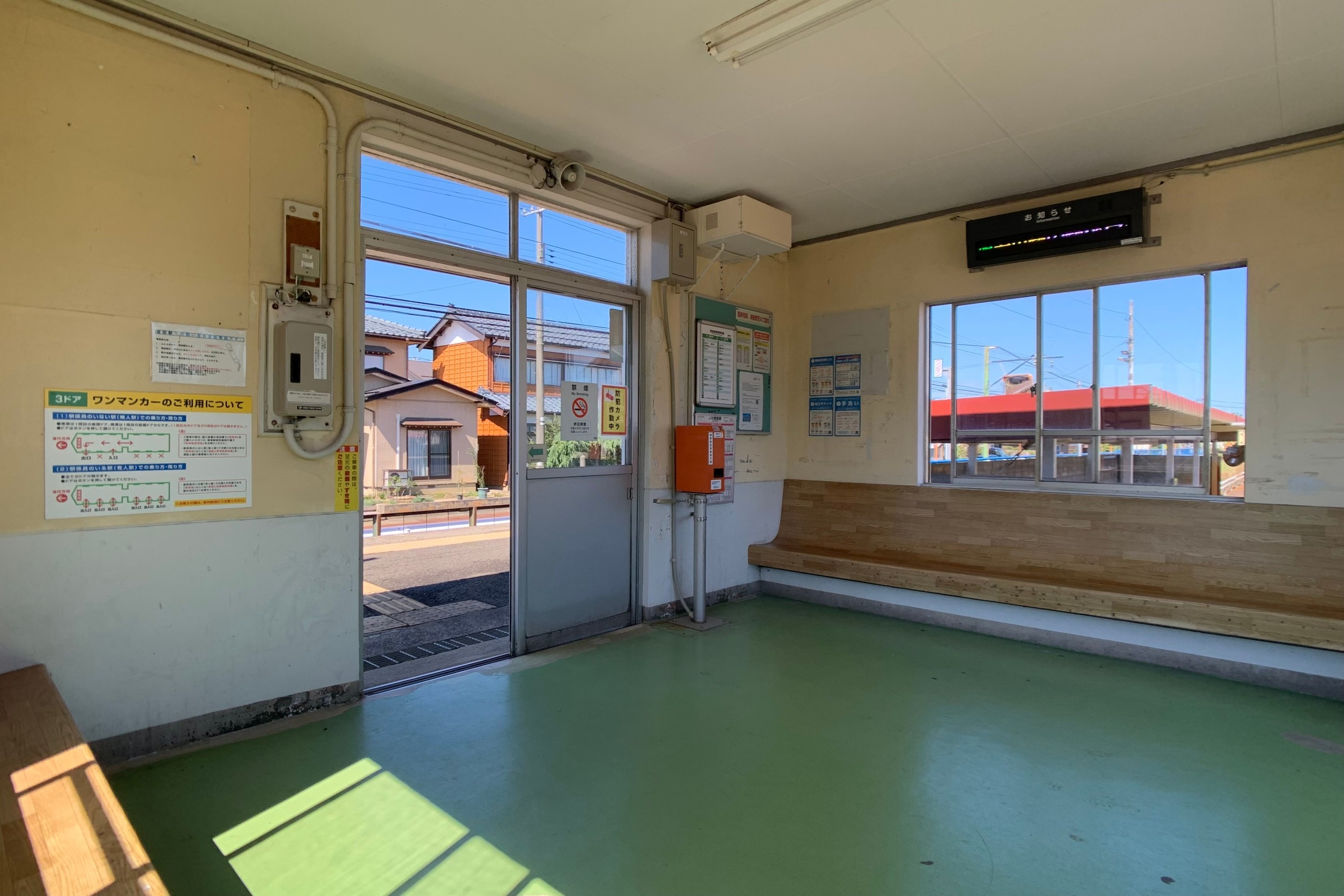
待合室（2021年9月）
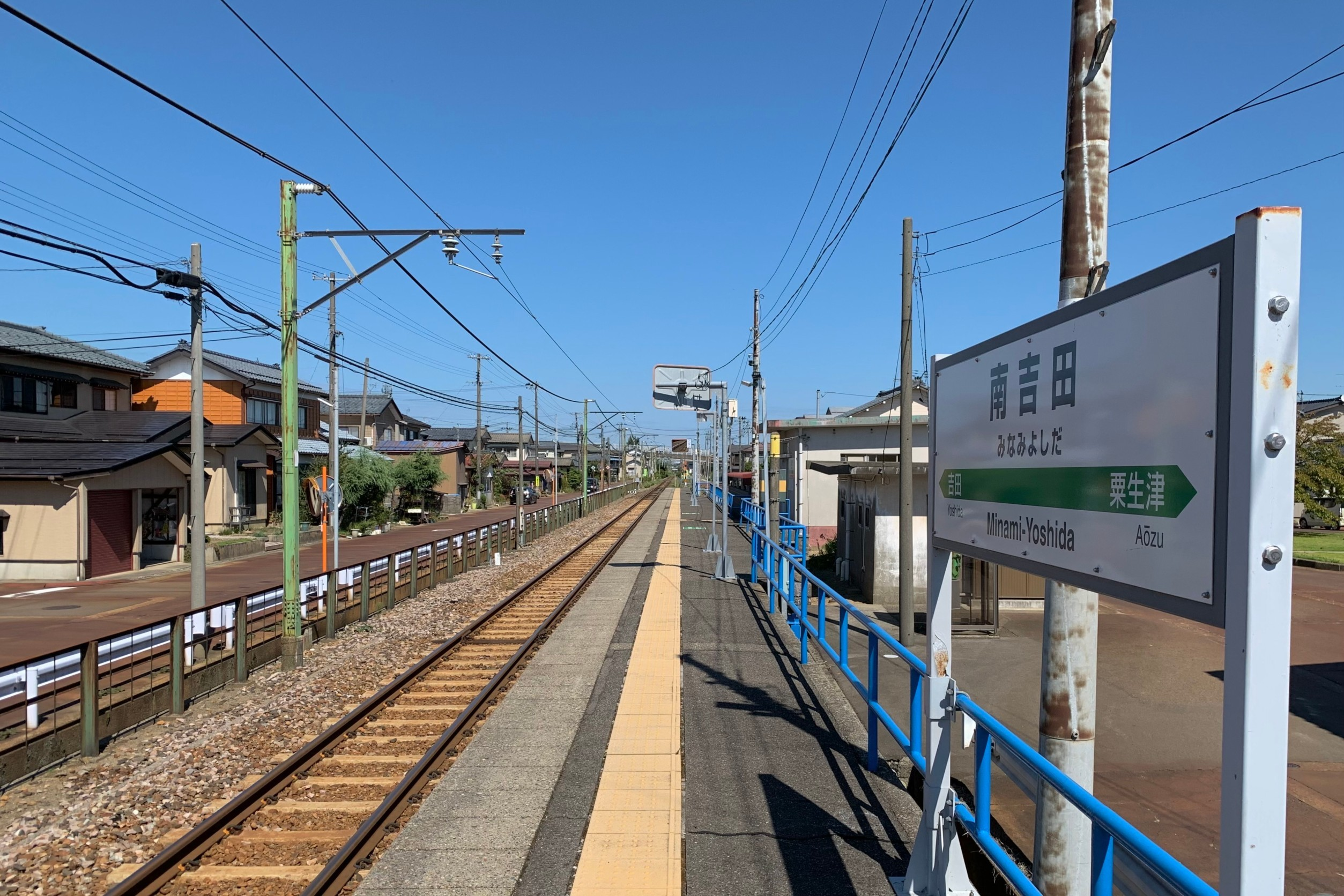
ホーム（2021年9月）

## 駅周辺

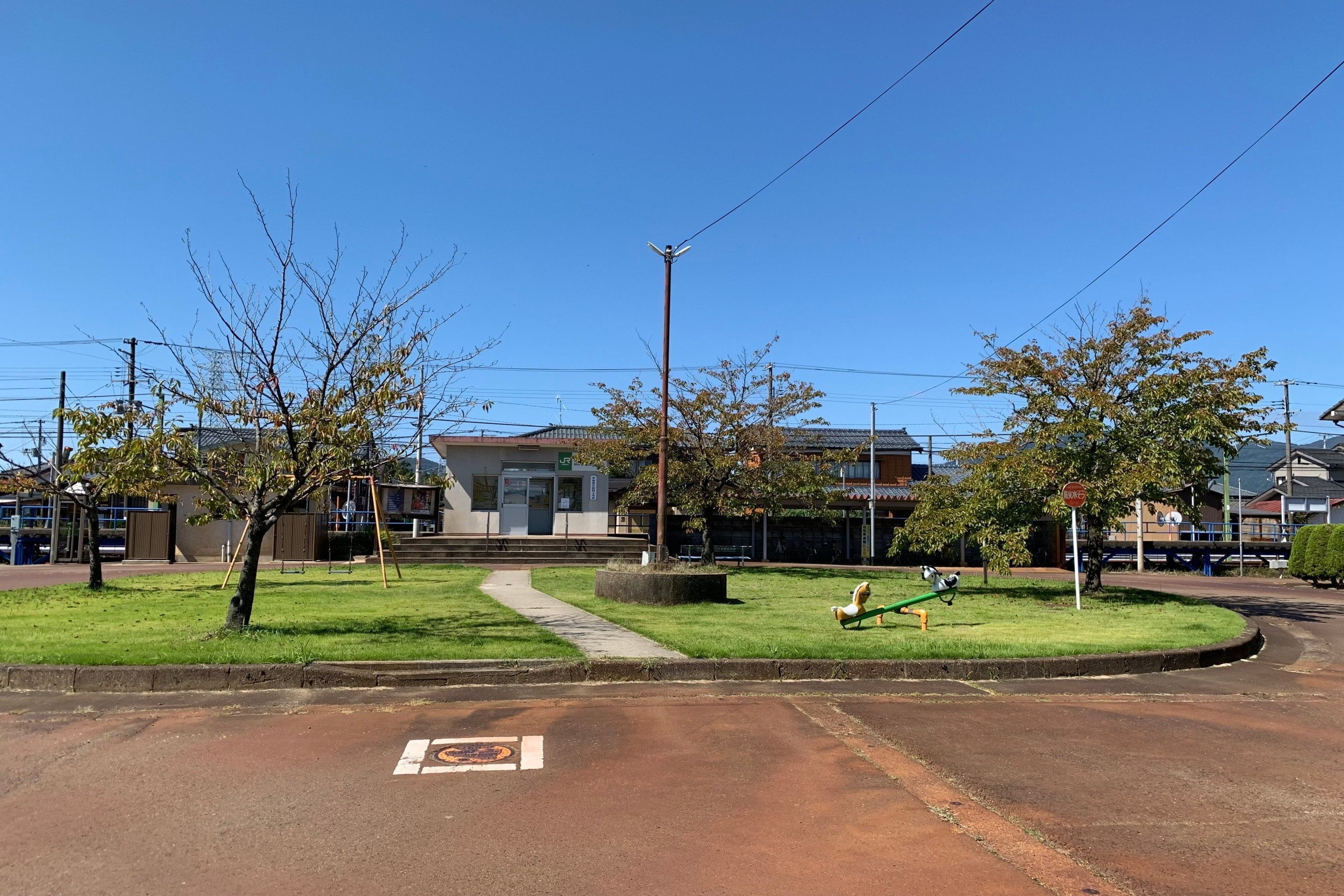
駅前広場（2021年9月）

当駅周辺は住宅地で、その外郭部は水田が広がっているが、2013年（平成25年）5月7日、当駅東側の吉田西太田地内で建設が進められていた燕市庁舎が業務を開始し、さらに5月11日には市庁舎東隣で建設が進められていた燕警察署の新庁舎も業務を開始するなど、燕市の行政機能の集積地となりつつある。なお、市役所・警察署周辺へは当駅から徒歩で約15分を要する。

### 駅前（東側）
- コメリハード＆グリーン 吉田店
- ウオロク 吉田店
- ウエルシア 燕西太田店
- 新潟中央青果 西部支社
- 協栄信用組合 南吉田支店
- Next Generation Town（株式会社 人力舎が運営するコンテナハウス型複合施設）
- 国道116号
- 燕市役所
- 燕警察署

### 駅裏手（西側）
- 燕市吉田浄水場[1]
- 大戸企業団地
- 西川

## バス路線
当駅周辺ではコミュニティバス（「スワロー号」および「やひこ号」）が運行されている。駅前広場には乗り入れないため、最寄りのバス停は当駅から北東へ徒歩10分ほど、ウオロク吉田店南側の「吉田西太田」となる。

## 隣の駅
東日本旅客鉄道（JR東日本）
■越後線
粟生津駅 - 南吉田駅 - 吉田駅